# Eduard Bagricki
Eduard Gieorgijewicz Bagricki (ros. Эдуард Георгиевич Багрицкий), właśc.  Eduard Godelewicz Dziubin, (ur. 22 października?/3 listopada 1895 w Odessie, zm. 16 lutego 1934 w Moskwie) —  radziecki poeta pochodzenia żydowskiego, znany z rewolucyjnych wierszy.
Należał do tzw. odeskiej szkoły pisarzy rosyjskich, którą tworzyli m.in.: Isaak Babel, Jurij Olesz, Walentin Katajew, Wiera Inber, Ilja Ilf i Jewgienij Pietrow).

## Życiorys
Urodził się jako Eduard Dziubin (ros. Дзю́бин) w rodzinie ubogiego żydowskiego sklepikarza Godela Dziubina. Po ukończeniu nauki w szkole geodezyjnej, miał zostać geodetą, ale nigdy nie pracował w zawodzie. Jego pierwsze wiersze, publikowane w różnych literackich almanachach Odessy, powstały pod wpływem akmeistów i futurystów.  Zaczął publikować w 1913 roku, w latach 1915–1917 współtworzył odeskie wydawnictwa literackie. Po rewolucji lutowej 1917 roku krótko służył w organach ścigania w ramach Rządu Tymczasowego, a w 1919 roku wstąpił do Armii Czerwonej. W 1920 ożenił się z Lidią Suok, z którą miał syna, poetę Wsiewołoda Bagrickiego (1922–1942).   
W latach 1917–1918 brał udział w walkach rewolucyjnych Armii Czerwonej, na początku wojny domowej w 1919 roku jako pisarz propagandowy walczył też na froncie perskim. Po wojnie domowej wrócił do Odessy, gdzie pracował w południowym oddziale rosyjskiej agencji informacyjnej ROSTA razem z Jurijem Oleszem, Władimirem Narbutem i Walentinem Katajewem.  Pracował również dla kilku odeskich gazet i czasopism. W 1925 roku Bagricki zdecydował się przenieść do Moskwy, która oferowała mu znacznie lepsze możliwości zarabiania na życie jako pisarz. Po osiedleniu się w stolicy w 1926 roku Bagricki dołączył do tak zwanego „Literackiego Centrum Konstruktywistycznego”. 
Już od 1915 roku publikował w odeskich almanachach literackich pod pseudonimem Nina Woskriesienskaja.:  Automobil w chmurach, Srebrne trąby, w zbiorczym zbiorze Cud na pustyni.
Pierwsze wiersze Bagrickiego były naśladowaniem akmeistów, grupy literackiej z początku XX wieku, która kładła nacisk nad „konkretnym, indywidualistycznym realizmem, kładąc nacisk na wizualną żywość, emocjonalną intensywność i słowną świeżość”. Wkrótce jednak zaczął pisać w swoim własnym stylu, publikując Duma pro Opanasa (1926; Duma Opanasa). W 1928 r. wydał zbiór Jugo-zapad (Юго-запад, Południowy Zachód). W 1932 ukazały się Pobieditieli (Победители, Zwycięzcy) i Posledniaja nocz (Последняя ночь, Ostatnia noc), a także zbiór wierszy wybranych. 
Jego wiersze z lat 20. i 30.  łączą piękno z grozą, niektóre są czysto romantyczne, inne poruszają poważne tematy: przemoc, moralność, miejsce Żydów w rosyjskim i radzieckim społeczeństwie. W swojej poezji z ostatniego okresu życia Bagricki zdołał potajemnie skrytykować rosnący opresyjny reżim stalinowski. Zmarł w Moskwie 16 lutego 1934 roku na zapalenie płuc, poważnie zaostrzone przez astmę.   

## Rodzina
Żona Bagrickiego, Lidia Gustawowna Suok (z pochodzenia Czeszka i Austriaczka), trzy lata po jego śmierci została aresztowana (w 1937) i wysłana do GUŁAG-u. Zwolniono ją w 1956 roku.  